# Улица Ижорского Батальона
У́лица Ижо́рского Батальо́на — улица в городе Колпино Колпинского района Санкт-Петербурга. Проходит от Красной улицы и улицы Анисимова до Октябрьской улицы. Названа в честь батальона из добровольцев-колпинцев, в основном рабочих Ижорского завода, который принял участие в решающих сражениях против регулярных частей гитлеровской армии.

## История
6 июня 1947 года эта улица получила название Ни́жне-Ижо́рская по названию существовавшей ранее Нижне-Ижорской немецкой колонии.
5 августа 1948 года исполком райсовета принял решение «О наименовании и переименовании улиц в районах Нижней колонии и Павловской улицы» в связи с изменением их планировки и обратился в Ленгорисполком с просьбой утвердить новые названия улиц. Так вместо Нижне-Ижорской и Кольцевой появились улицы им. Ижорского батальона и Артиллерийская. Улица Ижорского Батальона — это одна из десятка улиц Колпино, названных в память о Великой Отечественной войне. Это связано с тем, что в непосредственной близости от этой местности (к югу) проходил передний край обороны Ленинграда, что сегодня символизирует мемориальный комплекс на близлежащей Оборонной улице.

Памятник героям Простоквашино в одноимённом районе Колпино, включающем улицу Ижорского Батальона, 2012

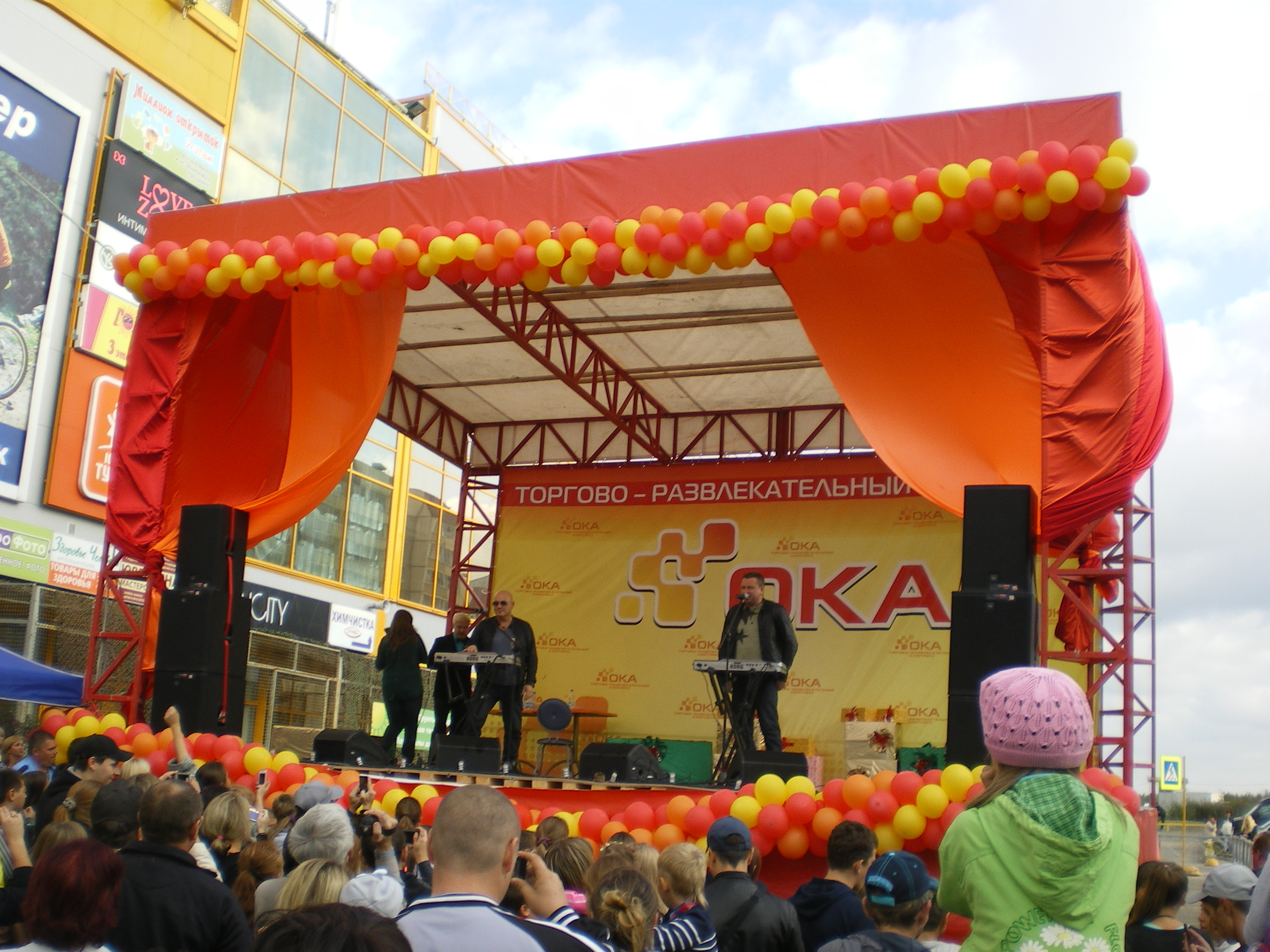
2014 год. В створе улицы Ижорского батальона у торгового центра «Ока» выступает музыкальная группа «Русский размер»

В конце 1970-х были построены 4 больших девятиэтажных дома, ставших началом большого микрорайона, примыкающего к углу Крымской и Октябрьской улиц, к югу от Крымской до ул. Ижорского батальона между Тверской и Октябрьской. В это же время в 1978—1984 годах на ЦТ СССР выходил мультипликационный сериал про вымышленную деревню Простоквашино по рассказам Э. Успенского. Жители окраины Колпино проассоциировали мультфильм со своим микрорайоном — по одной из версий, из-за местной грязи, напоминавшей им простоквашу. Название закрепилось в народной этимологии и нашло отражение на табличках маршрутных такси вплоть до конца 2010-х годов — идущие из одних точек Петербурга маршрутные такси по одинаковым маршрутам в Колпино разделялись «до Простоквашино» и до «Вертолёта» («Вертолёт» — аналогичное народное название, означающее угол бульвара Трудящихся и улицы Веры Слуцкой).
В конце 1990-х — в начале 2000-х годов заглохшее с распадом СССР строительство вновь оживилось. Построены дома на улицах Братьев Радченко, Пролетарской, Ремизова, Ижорского батальона.
Существовали планы по продлению улицы на северо-восток в сторону железной дороги, однако поперёк перспективного участка продления в 2013 году была построена часть торгового центра «Ока» — по данным издания Kanoner.com, незаконно с последующей легализацией.

## Описание
Улица расположена в городе Колпино Колпинского района Санкт-Петербурга и проходит от Красной улицы и улицы Анисимова до Октябрьской улицы, пересекая Тверскую и Московскую улицы. Западное окончание улицы выходит к Ижорскому пруду, и район их примыкания является популярным у колпинцев местом для просмотра праздничных салютов, в связи с чем во время салютов данная часть улицы в некоторые годы перекрывается для автомобильного движения.
Короткий участок у примыкания с Московской улицей является границей Санкт-Петербурга и Тосненского района Ленинградской области.

### Комментарии
1. ↑  В память о событиях и героях Великой Отечественной войны названы Оборонная, Анисимова, Красных Партизан, Танкистов, Севастьянова, Губина, Косинова и другие улицы Колпино[7].